# PEM
PEM je souborový formát pro ukládání kryptografických dat, zejména klíčů a certifikátů. Název je zkratkou anglického Privacy-enhanced Electronic Mail, protože formát původně definovala Komise pro technickou stránku internetu (IETF) v sérii RFC z roku 1993 při snaze zavést kryptografické zabezpečení elektronické pošty. Navrhované zabezpečení se sice neujalo (zvítězila zabezpečení typu PGP a S/MIME), ovšem formát souborů PEM se naopak rozšířil.
PEM je využíván především pro obsah, který kryptografické standardy uchovávají v datových strukturách popsaných v ASN.1 a který při ukládání serializují kódováním DER. Vzniklé binární soubory jsou ale pro určitá použití nevhodné, nelze je vložit bez dalšího kódování do e-mailu nebo do tištěného dokumentu. Formát PEM vznikl k překonání těchto nevýhod. Jeho podstatou je překódování formátu DER metodou base64 a přidání informativní hlavičky a patičky typu -----BEGIN PRIVATE KEY----- a -----END PRIVATE KEY-----, -----BEGIN CERTIFICATE----- a -----END CERTIFICATE----- a podobně.
Ohraničení obsahu hlavičkou a patičkou umožňuje zahrnout do jednoho souboru několik PEM položek, například několik vnitřně provázaných certifikátů.

## Příklad certifikátu v kódování PEM
```
-----BEGIN CERTIFICATE-----
MIICLDCCAdKgAwIBAgIBADAKBggqhkjOPQQDAjB9MQswCQYDVQQGEwJCRTEPMA0G
A1UEChMGR251VExTMSUwIwYDVQQLExxHbnVUTFMgY2VydGlmaWNhdGUgYXV0aG9y
aXR5MQ8wDQYDVQQIEwZMZXV2ZW4xJTAjBgNVBAMTHEdudVRMUyBjZXJ0aWZpY2F0
ZSBhdXRob3JpdHkwHhcNMTEwNTIzMjAzODIxWhcNMTIxMjIyMDc0MTUxWjB9MQsw
CQYDVQQGEwJCRTEPMA0GA1UEChMGR251VExTMSUwIwYDVQQLExxHbnVUTFMgY2Vy
dGlmaWNhdGUgYXV0aG9yaXR5MQ8wDQYDVQQIEwZMZXV2ZW4xJTAjBgNVBAMTHEdu
dVRMUyBjZXJ0aWZpY2F0ZSBhdXRob3JpdHkwWTATBgcqhkjOPQIBBggqhkjOPQMB
BwNCAARS2I0jiuNn14Y2sSALCX3IybqiIJUvxUpj+oNfzngvj/Niyv2394BWnW4X
uQ4RTEiywK87WRcWMGgJB5kX/t2no0MwQTAPBgNVHRMBAf8EBTADAQH/MA8GA1Ud
DwEB/wQFAwMHBgAwHQYDVR0OBBYEFPC0gf6YEr+1KLlkQAPLzB9mTigDMAoGCCqG
SM49BAMCA0gAMEUCIDGuwD1KPyG+hRf88MeyMQcqOFZD0TbVleF+UsAGQ4enAiEA
l4wOuDwKQa+upc8GftXE2C//4mKANBC6It01gUaTIpo=

-----
END CERTIFICATE-----
```